# (2384) Schulhof
(2384) Schulhof (1943 EC1) – planetoida z pasa głównego asteroid okrążająca Słońce w ciągu 4 lat i 80 dni w średniej odległości 2,61 au. Została odkryta 2 marca 1943 roku przez Margueritte Laugier. Nazwa planetoidy została nadana na cześć Lipóta Schulhofa, węgierskiego astronoma.